# Warabi (Saitama)
Warabi (蕨市 Warabi-shi?) es una ciudad en la prefectura de Saitama, Japón, localizada en el centro-este de la isla de Honshū, en la región de Kantō. Tenía una población estimada de 74 996 habitantes el 1 de marzo de 2021 y una densidad de población de 14 676 personas por km². Tiene el área más pequeña (5,11 km²) de cualquier municipio en Japón y la mayor densidad de población fuera de los barrios especiales de Tokio.

## Geografía
Warabi está localizada en el este de la prefectura de Saitama. La ciudad es mayormente plana, con una elevación promedio de 4,8 metros sobre el nivel del mar. Limita con las ciudades de Kawaguchi, Toda y Saitama.

## Historia
Warabi se desarrolló a partir del período Muromachi como Warabi-shuku, una de las estaciones en la ruta Nakasendō. Fue creado como pueblo moderno el 1 de abril de 1889 y fue elevado al estado de ciudad el 1 de abril de 1959. Entre 2002 y 2004 se llevaron a cabo conversaciones para fusionarse con los vecinos Hatogaya y Kawaguchi.

## Demografía
Según los datos del censo japonés, la población de Warabi se ha mantenido estable en los últimos 40 años.
| Gráfica de evolución demográfica de Warabi entre 1940 y 2015 |
|                                                              |
| Oficina de Estadística de Japón                              |